# Nanthiat
Pour l’article ayant un titre homophone, voir Nantiat.
Nanthiat est une commune française située dans le département de la Dordogne, en région Nouvelle-Aquitaine.

## Géographie

### Généralités
Dans le quart nord-est du département de la Dordogne, en Nontronnais, Nanthiat est une commune rurale qui fait partie de l'aire d'attraction de Thiviers. Elle est bordée à l'ouest par l'Isle et au nord par son affluent le Lavaud.
À l'écart des routes principales, le petit bourg de Nanthiat se situe, en distances orthodromiques, cinq kilomètres à l'est du centre-ville de Thiviers et neuf kilomètres au nord-ouest d'Excideuil.
La commune est desservie au sud par la route départementale 707.

### Communes limitrophes
Nanthiat est limitrophe de quatre autres communes.
|           | Sarrazac           |                           |
| Nantheuil | Nanthiat           | Saint-Sulpice-d'Excideuil |
|           | Corgnac-sur-l'Isle |                           |

### Géologie et relief

#### Géologie
Situé sur la plaque nord du Bassin aquitain et bordé à son extrémité nord-est par une frange du Massif central, le département de la Dordogne présente une grande diversité géologique. Les terrains sont disposés en profondeur en strates régulières, témoins d'une sédimentation sur cette ancienne plate-forme marine. Le département peut ainsi être découpé sur le plan géologique en quatre gradins différenciés selon leur âge géologique. Nanthiat est située dans le deuxième gradin à partir du nord-est, un plateau formé de roches calcaires très dures du Jurassique que la mer a déposées par sédimentation chimique carbonatée, en bancs épais et massifs.
Les couches affleurantes sur le territoire communal sont constituées de formations superficielles du Quaternaire et de roches sédimentaires datant pour certaines du Cénozoïque, et pour d'autres du Mésozoïque et du Paléozoïque, ainsi que de roches métamorphiques. La formation la plus ancienne, notée δψ, fait partie de l'Unité supérieure des gneiss (USG) et est composée d'éclogites et amphibolites dérivées, en petits corps ou bancs minces (Cambrien à Silurien). La formation la plus récente, notée CFp, fait partie des formations superficielles de type colluvions indifférenciées de versant, de vallon et plateaux issues d'alluvions, molasses, altérites. Le descriptif de ces couches est détaillé dans  la feuille « no 735 - Thiviers » de la carte géologique au 1/50 000 de la France métropolitaine, et sa notice associée.

Carte géologique de Nanthiat.

#### Relief et paysages
Le département de la Dordogne se présente comme un vaste plateau incliné du nord-est (491 m, à la forêt de Vieillecour dans le Nontronnais, à Saint-Pierre-de-Frugie) au sud-ouest (2 m à Lamothe-Montravel). L'altitude du territoire communal varie quant à elle entre 136 mètres près du lieu-dit la Forêt, là où l'Isle quitte la commune et continue sur celle de Corgnac-sur-l'Isle, et 313 mètres au nord-est, en bordure de la commune de Saint-Sulpice-d'Excideuil, à l'est du lieu-dit Bourneix.
Dans le cadre de la Convention européenne du paysage entrée en vigueur en France le 1er juillet 2006, renforcée par la loi du 8 août 2016 pour la reconquête de la biodiversité, de la nature et des paysages, un atlas des paysages de la Dordogne a été élaboré sous maîtrise d’ouvrage de l’État et publié en octobre 2020. Les paysages du département s'organisent en huit unités paysagères,. La commune est dans l'unité paysagère du « Périgord limousin » qui correspond à la région naturelle du Nontronnais. Ce territoire forme un plateau collinaire aux pentes douces et sommets arasés, d’altitude moyenne autour des 300 m dont le point culminant est également celui de la Dordogne. Ce plateau cristallin est vallonné et dominé par les prairies aux horizons boisés. Il est entaillé de vallées profondes aux versants forestiers,.
La superficie cadastrale de la commune publiée par l'Insee, qui sert de référence dans toutes les statistiques, est de 11,12 km2,. La superficie géographique, issue de la BD Topo, composante du Référentiel à grande échelle produit par l'IGN, est quant à elle de 11,21 km2.

### Hydrographie

#### Réseau hydrographique
La commune est située dans le bassin de la Dordogne au sein du Bassin Adour-Garonne. Elle est drainée par l'Isle, le Lavaud, la Torte Sabate et par divers petits cours d'eau, qui constituent un réseau hydrographique de 25 km de longueur totale,.
L'Isle, d'une longueur totale de 255,29 km, prend sa source dans la Haute-Vienne dans la commune de Janailhac et se jette dans la Dordogne — dont elle est le principal affluent — en rive droite face à Arveyres, en limite de Fronsac et de Libourne,. Elle borde la commune à l'ouest sur cinq kilomètres, face à Nantheuil et Corgnac-sur-l'Isle.
Le Lavaud, d'une longueur totale de 11,7 km, prend sa source dans la commune de Dussac et se jette dans l'Isle en rive gauche, en limite de Nanthiat et de Sarrazac, face à Nantheuil. Au nord, il sépare Nanthiat de Sarrazac sur cinq kilomètres.
Autre affluent de rive gauche de l'Isle, la Torte Sabate traverse le territoire communal d'est en ouest sur quatre kilomètres dont près de deux kilomètres servent de limite naturelle face à Saint-Sulpice-d'Excideuil.
Au sud, un autre affluent de l'Isle en rive gauche, sans nom, marque sur deux kilomètres et demi la limite territoriale face à Corgnac-sur-l'Isle.

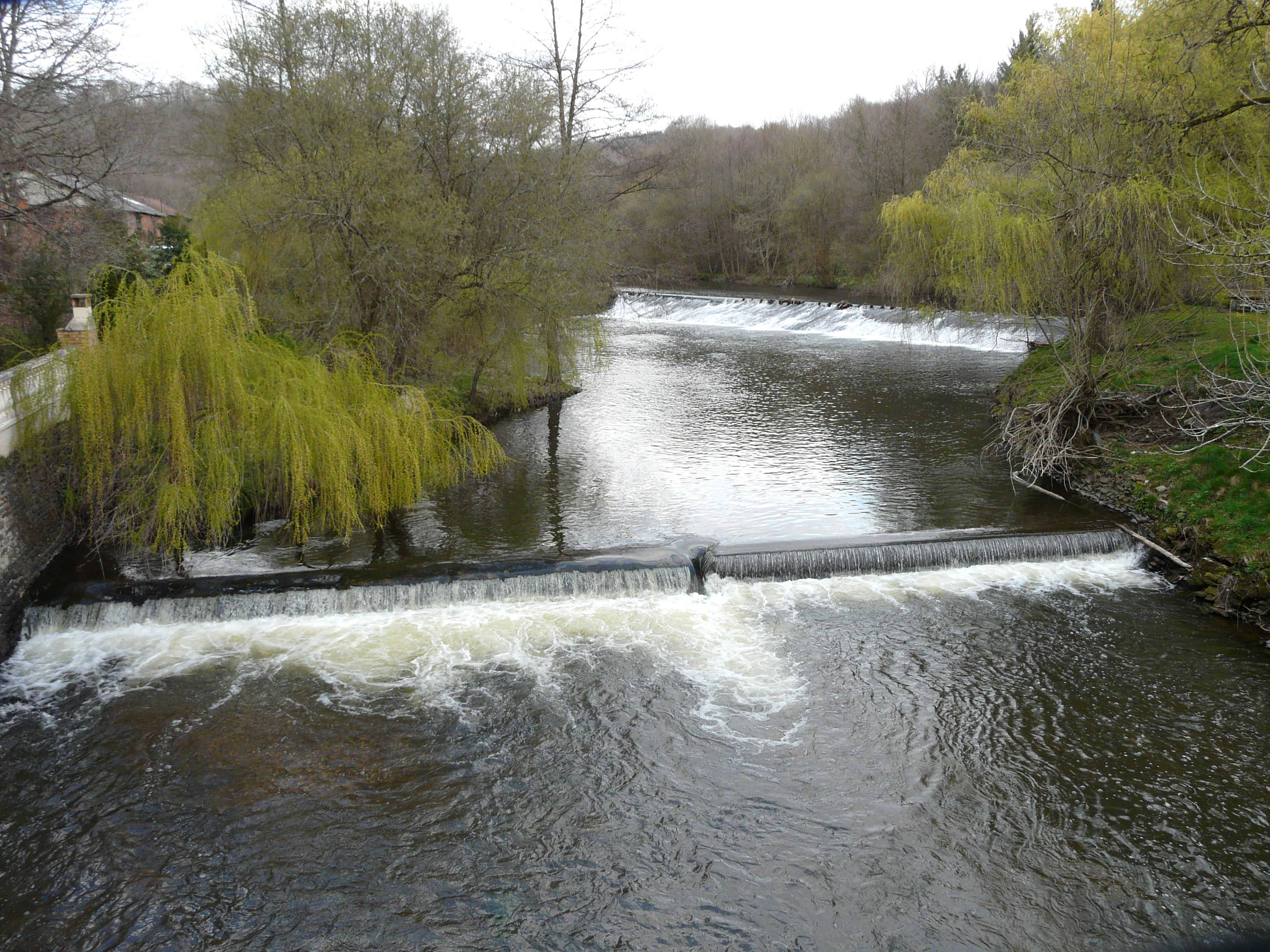
En limites de Nantheuil et Nanthiat, l'Isle au pont des Castilloux.
Réseaux hydrographique et routier de Nanthiat.

#### Gestion et qualité des eaux
Le territoire communal est couvert par le schéma d'aménagement et de gestion des eaux (SAGE) « Isle - Dronne ». Ce document de planification, dont le territoire regroupe les bassins versants de l'Isle et de la Dronne, d'une superficie de 7 500 km2, a été approuvé le 2 août 2021. La structure porteuse de l'élaboration et de la mise en œuvre est l'établissement public territorial de bassin de la Dordogne (EPIDOR). Il définit sur son territoire les objectifs généraux d’utilisation, de mise en valeur et de protection quantitative et qualitative des ressources en eau superficielle et souterraine, en respect des objectifs de qualité définis dans le troisième SDAGE  du Bassin Adour-Garonne qui couvre la période 2022-2027, approuvé le 10 mars 2022.
La qualité des eaux de baignade et des cours d’eau peut être consultée sur un site dédié géré par les agences de l’eau et l’Agence française pour la biodiversité.

### Climat
Pour des articles plus généraux, voir Climat de la Nouvelle-Aquitaine et Climat de la Dordogne.
Historiquement, la commune est exposée à un climat océanique aquitain.  
En 2020, Météo-France publie une typologie des climats de la France métropolitaine dans laquelle la commune est exposée à un climat océanique altéré et est dans la région climatique  Ouest et nord-ouest du Massif Central, caractérisée par une pluviométrie annuelle de 900 à 1 500 mm, maximale en automne et en hiver.
Pour la période 1971-2000, la température annuelle moyenne est de 12,1 °C, avec  une amplitude thermique annuelle de 14,6 °C. Le cumul annuel moyen de précipitations est de 1 046 mm, avec 13,5 jours de précipitations en janvier et 7,9 jours en juillet. Pour la période 1991-2020, la température moyenne annuelle observée sur la station météorologique la plus proche, située sur la commune de La Coquille à 15 km à vol d'oiseau, est de 12,1 °C et le cumul annuel moyen de précipitations est de 1 178,8 mm,. Pour l'avenir, les paramètres climatiques de la commune estimés pour 2050 selon différents scénarios d’émission de gaz à effet de serre sont consultables sur un site dédié publié par Météo-France en novembre 2022.

### Milieux naturels et biodiversité

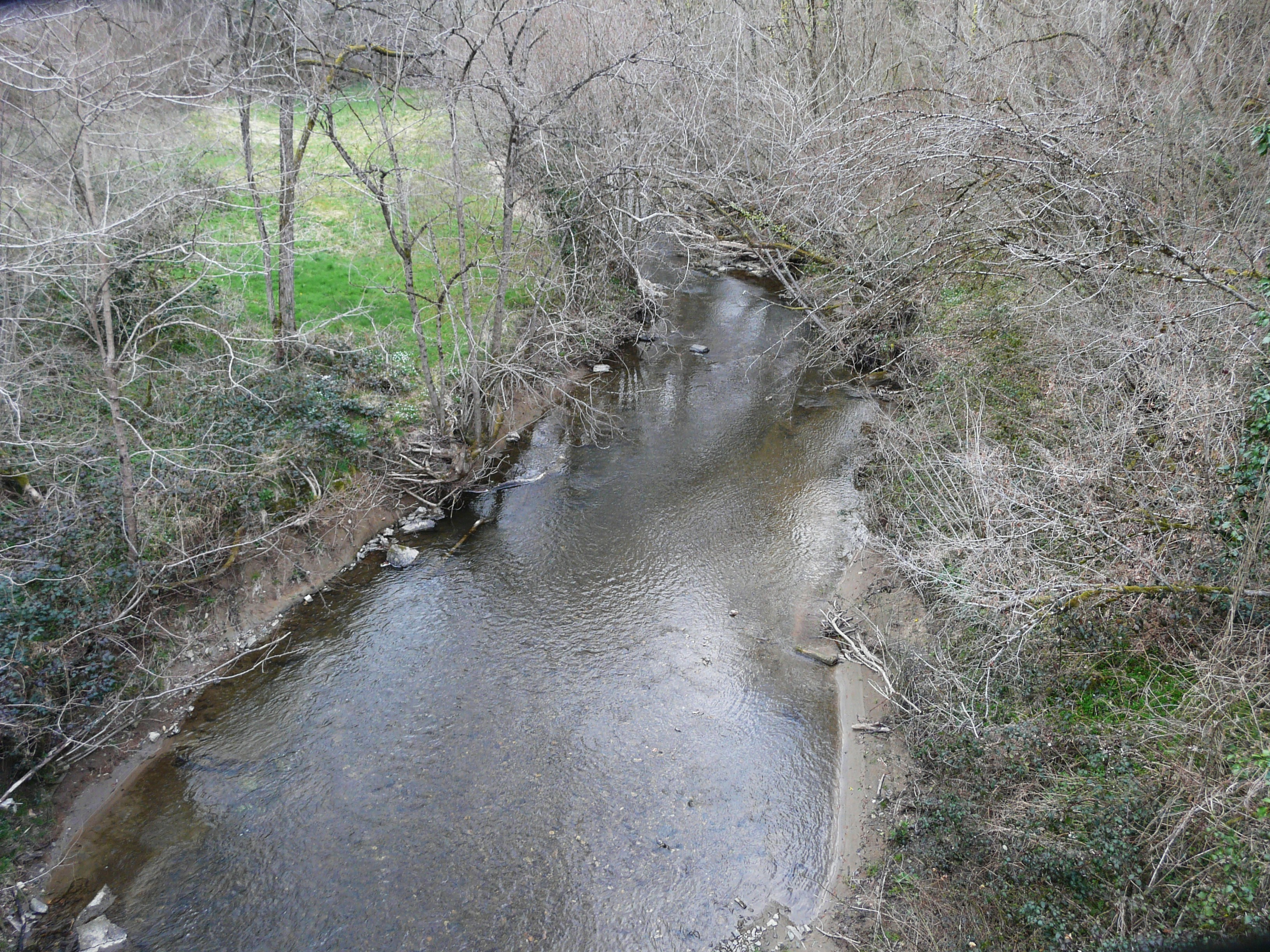
En limite de Nanthiat, le Lavaud en aval du pont proche du moulin de Boueix.

En limite de Nantheuil et à l'ouest de la commune, les gorges de l'Isle, ainsi que les gorges de ses affluents, le Lavaud, au nord en limite de Sarrazac, et la Torte Sabate, font partie d'une zone naturelle d'intérêt écologique, faunistique et floristique (ZNIEFF) de type 1 à dominante boisée,.

## Urbanisme

### Typologie
Au 1er janvier 2024, Nanthiat est catégorisée commune rurale à habitat très dispersé, selon la nouvelle grille communale de densité à 7 niveaux définie par l'Insee en 2022.
Elle est située hors unité urbaine. Par ailleurs la commune fait partie de l'aire d'attraction de Thiviers, dont elle est une commune de la couronne,. Cette aire, qui regroupe 10 communes, est catégorisée dans les aires de moins de 50 000 habitants,.

### Occupation des sols
L'occupation des sols de la commune, telle qu'elle ressort de la base de données européenne d’occupation biophysique des sols Corine Land Cover (CLC), est marquée par l'importance des territoires agricoles (65,2 % en 2018), une proportion sensiblement équivalente à celle de 1990 (65 %). La répartition détaillée en 2018 est la suivante : 
zones agricoles hétérogènes (46,5 %), forêts (34,8 %), prairies (18,6 %). L'évolution de l’occupation des sols de la commune et de ses infrastructures peut être observée sur les différentes représentations cartographiques du territoire : la carte de Cassini (XVIIIe siècle), la carte d'état-major (1820-1866) et les cartes ou photos aériennes de l'IGN pour la période actuelle (1950 à aujourd'hui).

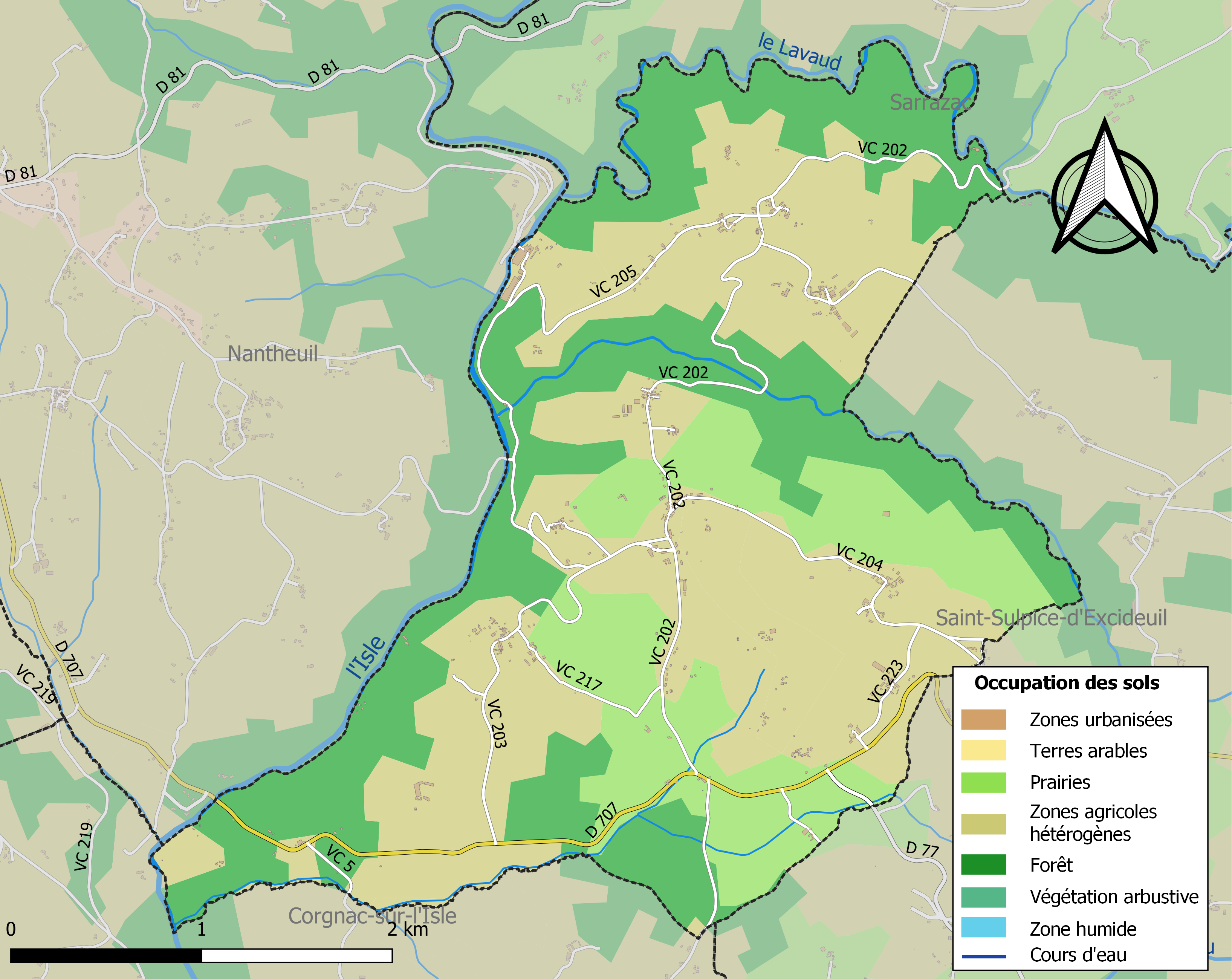
Carte des infrastructures et de l'occupation des sols de la commune en 2018 (CLC).

### Prévention des risques
Le territoire de la commune de Nanthiat est vulnérable à différents aléas naturels : météorologiques (tempête, orage, neige, grand froid, canicule ou sécheresse), inondations, feux de forêts, mouvements de terrains et séisme (sismicité très faible). Il est également exposé à un risque particulier : le risque de radon. Un site publié par le BRGM permet d'évaluer simplement et rapidement les risques d'un bien localisé soit par son adresse soit par le numéro de sa parcelle.

#### Risques naturels
Certaines parties du territoire communal sont susceptibles d’être affectées par le risque d’inondation par débordement de cours d'eau, notamment l'Isle et le Lavaud. La commune a été reconnue en état de catastrophe naturelle au titre des dommages causés par les inondations et coulées de boue survenues en 1982, 1993, 1999 et 2007,.
Nanthiat est exposée au risque de feu de forêt. L’arrêté préfectoral du 14 mars 2013 fixe les conditions de pratique des incinérations et de brûlage dans un objectif de réduire le risque de départs d’incendie. À ce titre, des périodes sont déterminées : interdiction totale du 15 février au 15 mai et du 15 juin au 15 octobre, utilisation réglementée du 16 mai au 14 juin et du 16 octobre au 14 février. En septembre 2020, un plan inter-départemental de protection des forêts contre les incendies (PidPFCI) a été adopté pour la période 2019-2029,.

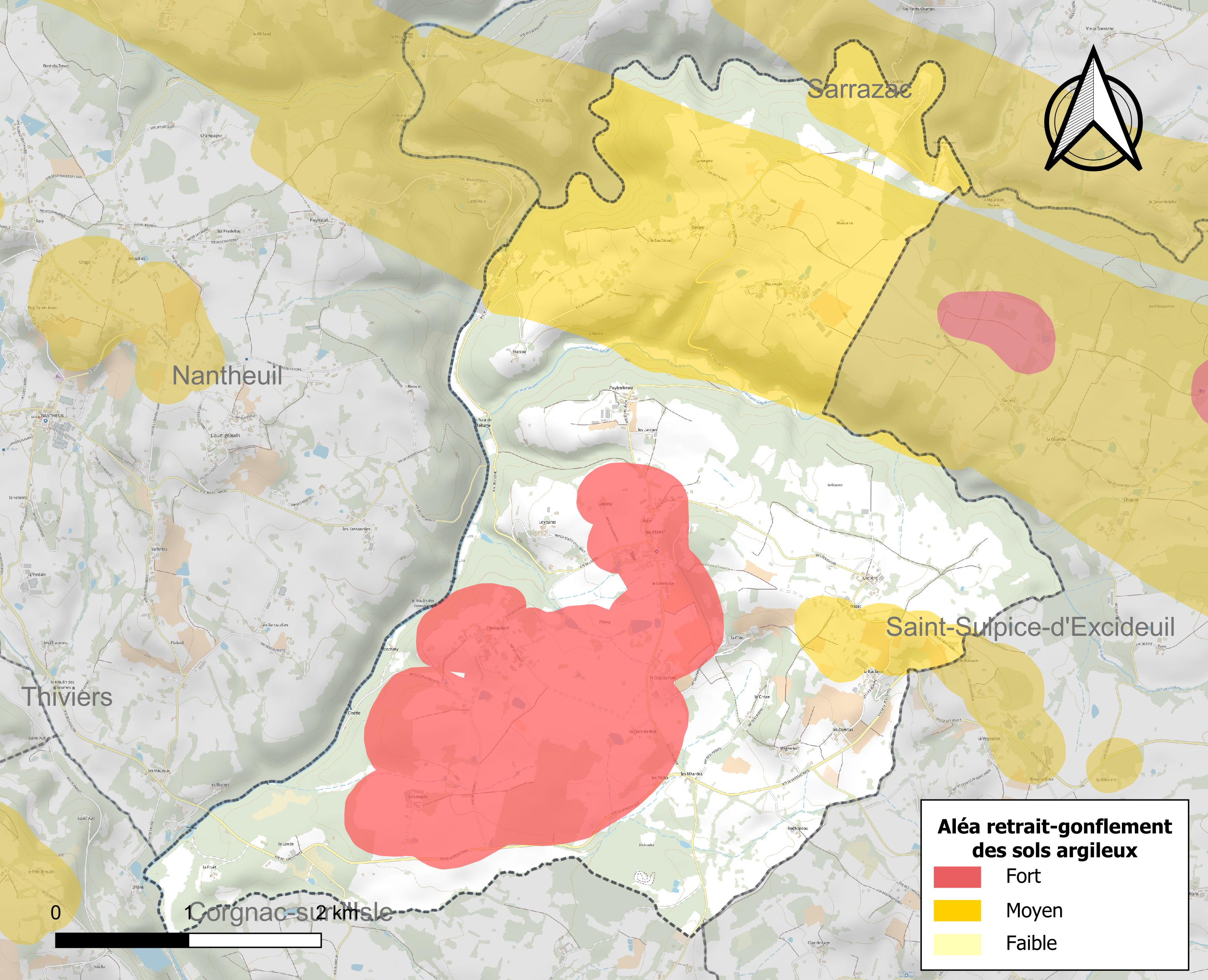
Carte des zones d'aléa retrait-gonflement des sols argileux de Nanthiat.

Les mouvements de terrains susceptibles de se produire sur la commune sont des tassements différentiels. Le retrait-gonflement des sols argileux est susceptible d'engendrer des dommages importants aux bâtiments en cas d’alternance de périodes de sécheresse et de pluie. 49,3 % de la superficie communale est en aléa moyen ou fort (58,6 % au niveau départemental et 48,5 % au niveau national métropolitain). Depuis le 1er octobre 2020, en application de la loi ÉLAN, différentes contraintes s'imposent aux vendeurs, maîtres d'ouvrages ou constructeurs de biens situés dans une zone classée en aléa moyen ou fort,.
La commune a été reconnue en état de catastrophe naturelle au titre des dommages causés par la sécheresse en 1989, 1991, 2003, 2011 et 2019 et par des mouvements de terrain en 1999.

#### Risque particulier
Dans plusieurs parties du territoire national, le radon, accumulé dans certains logements ou autres locaux, peut constituer une source significative d’exposition de la population aux rayonnements ionisants. Selon la classification de 2018, la commune de Nanthiat est classée en zone 3, à savoir zone à potentiel radon significatif.

## Toponymie
En occitan, la commune porte le nom de Nantiac. Il est attesté sous cette forme dès le XIIIe siècle et sous la forme Nantiat en 1380.
Il est probablement construit sur le nom de personne gaulois Nantios avec le suffixe locatif d'origine gauloise -aco : *Nantiaco > Nanciac, ce qui signifie « le domaine de Nantios ». Compte tenu de la situation de la commune à proximité des gorges de l'Isle et de son affluent la Rebière, il pourrait aussi venir directement du gaulois « nanto », qui signifie « vallée », (souvent encaissée) et d'où provient Nantios (qui pourrait être traduit par Duval). Le  nom de la commune voisine de Nantheuil est formé sur le même radical avec le suffixe -ialo (marquant une clairière ou un défrichement).

## Histoire
Sur la carte de Cassini représentant la France entre 1756 et 1789, le village est identifié sous le nom de Nantihac.
Lors de la Seconde Guerre mondiale, le 9 juillet 1944, des Allemands font prisonniers trois résistants : l'un d'entre eux est abattu dans sa tentative de fuite, un autre, blessé, est laissé sur place et le troisième est emmené par l'occupant. Au pont des Mauroux, sur la commune voisine de Nantheuil, ils tuent trois résistants FTP qui voulaient faire exploser le pont. Ils font déminer l'ouvrage par l'autre résistant arrêté à Nanthiat, puis l'exécutent.

## Politique et administration

### Rattachements administratifs
La commune de Nanthiat a, dès 1790, été rattachée au canton de Dussac qui dépendait du district d'Excideuil jusqu'en 1795, date de suppression des districts. Lorsque ce canton est supprimé par la loi du 8 pluviôse an IX (28 janvier 1801) portant sur la « réduction du nombre de justices de paix », la commune est rattachée au canton de Lanouaille nouvellement créé et dépendant de l'arrondissement de Nontron.

### Intercommunalité
Au 1er janvier 2002, Nanthiat intègre dès sa création la communauté de communes du Pays thibérien. Au 1er janvier 2017, celle-ci est dissoute et ses communes — hormis Sorges et Ligueux en Périgord — rejoignent la communauté de communes des Marches du Périg'Or Limousin Thiviers-Jumilhac qui, en octobre 2017 prend le nom de communauté de communes Périgord-Limousin.

### Administration municipale
La population de la commune étant comprise entre 100 et 499 habitants au recensement de 2017, onze conseillers municipaux ont été élus en 2020,.

### Liste des maires
| Période                                  | Période   | Identité     | Étiquette | Qualité  |
| ---------------------------------------- | --------- | ------------ | --------- | -------- |
| Les données manquantes sont à compléter. |           |              |           |          |
|                                          |           |              |           |          |
| avant 1988                               | ?         | Jean Magne   |           |          |
|                                          |           |              |           |          |
| mars 2001                                | mars 2014 | Serge Jobard | SE        | Retraité |
| mars 2014 (réélu en juillet 2020)        | En cours  | Paul Meynier |           |          |

## Équipements et services publics

### Eau
En 2024, la commune dépend du Syndicat intercommunal d'alimentation en eau potable (SIAEP) du Nord Est Périgord.

### Justice
Dans le domaine judiciaire, Nanthiat relève : 
- du tribunal judiciaire, du tribunal pour enfants, du conseil de prud'hommes et du tribunal de commerce de Périgueux ;
- du pôle Nationalité du tribunal judiciaire de Périgueux (compétent uniquement dans le domaine de la nationalité) ;
- de la cour d'appel, du tribunal administratif et de la  cour administrative d'appel de Bordeaux.

## Population et société

### Démographie
Les habitants de Nanthiat se nomment les Nanthiacois.
L'évolution du nombre d'habitants est connue à travers les recensements de la population effectués dans la commune depuis 1793. Pour les communes de moins de 10 000 habitants, une enquête de recensement portant sur toute la population est réalisée tous les cinq ans, les populations de référence des années intermédiaires étant quant à elles estimées par interpolation ou extrapolation. Pour la commune, le premier recensement exhaustif entrant dans le cadre du nouveau dispositif a été réalisé en 2008.

En 2022, la commune comptait 239 habitants, en évolution de −0,42 % par rapport à 2016 (Dordogne : +0,37 %, France hors Mayotte : +2,11 %).
| 1793 | 1800 | 1806 | 1821 | 1831 | 1836 | 1841 | 1846 | 1851 |
| ---- | ---- | ---- | ---- | ---- | ---- | ---- | ---- | ---- |
| 772  | 660  | 601  | 946  | 732  | 720  | 724  | 730  | 739  |

| 1856 | 1861 | 1866 | 1872 | 1876 | 1881 | 1886 | 1891 | 1896 |
| ---- | ---- | ---- | ---- | ---- | ---- | ---- | ---- | ---- |
| 735  | 733  | 735  | 728  | 747  | 748  | 696  | 687  | 631  |

| 1901 | 1906 | 1911 | 1921 | 1926 | 1931 | 1936 | 1946 | 1954 |
| ---- | ---- | ---- | ---- | ---- | ---- | ---- | ---- | ---- |
| 633  | 622  | 592  | 517  | 512  | 510  | 502  | 437  | 400  |

| 1962 | 1968 | 1975 | 1982 | 1990 | 1999 | 2006 | 2008 | 2013 |
| ---- | ---- | ---- | ---- | ---- | ---- | ---- | ---- | ---- |
| 388  | 356  | 336  | 336  | 337  | 291  | 284  | 283  | 252  |

| 2018 | 2022 | - | - | - | - | - | - | - |
| ---- | ---- | - | - | - | - | - | - | - |
| 237  | 239  | - | - | - | - | - | - | - |

## Économie

### Emploi
En 2015, parmi la population communale comprise entre 15 et 64 ans, les actifs représentent 109 personnes, soit 44,5 % de la population municipale. Le nombre de chômeurs (cinq) a augmenté par rapport à 2010 (trois) et le taux de chômage de cette population active s'établit à 4,3 %.

### Établissements
Au 31 décembre 2015, la commune compte trente établissements, dont treize au niveau des commerces, transports ou services, sept dans la construction, cinq dans l'industrie, trois dans l'agriculture, la sylviculture ou la pêche, et deux relatifs au secteur administratif, à l'enseignement, à la santé ou à l'action sociale.

### Entreprises
Dans le secteur de l'industrie, parmi les entreprises dont le siège social est en Dordogne, la société « Guyenne papier SAS » (fabrication de papier et de carton), implantée à Nanthiat se classe en 31e position quant au chiffre d'affaires hors taxes en 2015-2016, avec 8 303 k€. Parmi les entreprises ayant leur siège social en Dordogne, tous secteurs confondus, elle se classe également en 18e position pour le chiffre d'affaires à l'exportation, avec 3 703 k€. Spécialisée dans le papier fluo dont elle est l'une des deux seules usines européennes à le fabriquer, elle emploie 42 salariés en 2021.

## Culture locale et patrimoine

### Lieux et monuments
- Château de Nanthiat, XVIe et XVIIIe siècles, dont le donjon est inscrit au titre des monuments historiques depuis 1946[72],[73].
- Église Sainte-Croix, en partie romane.
- À une dizaine de mètres du chevet de l'église, un calvaire-autel sculpté est classé au titre des monuments historique depuis 1926[74].

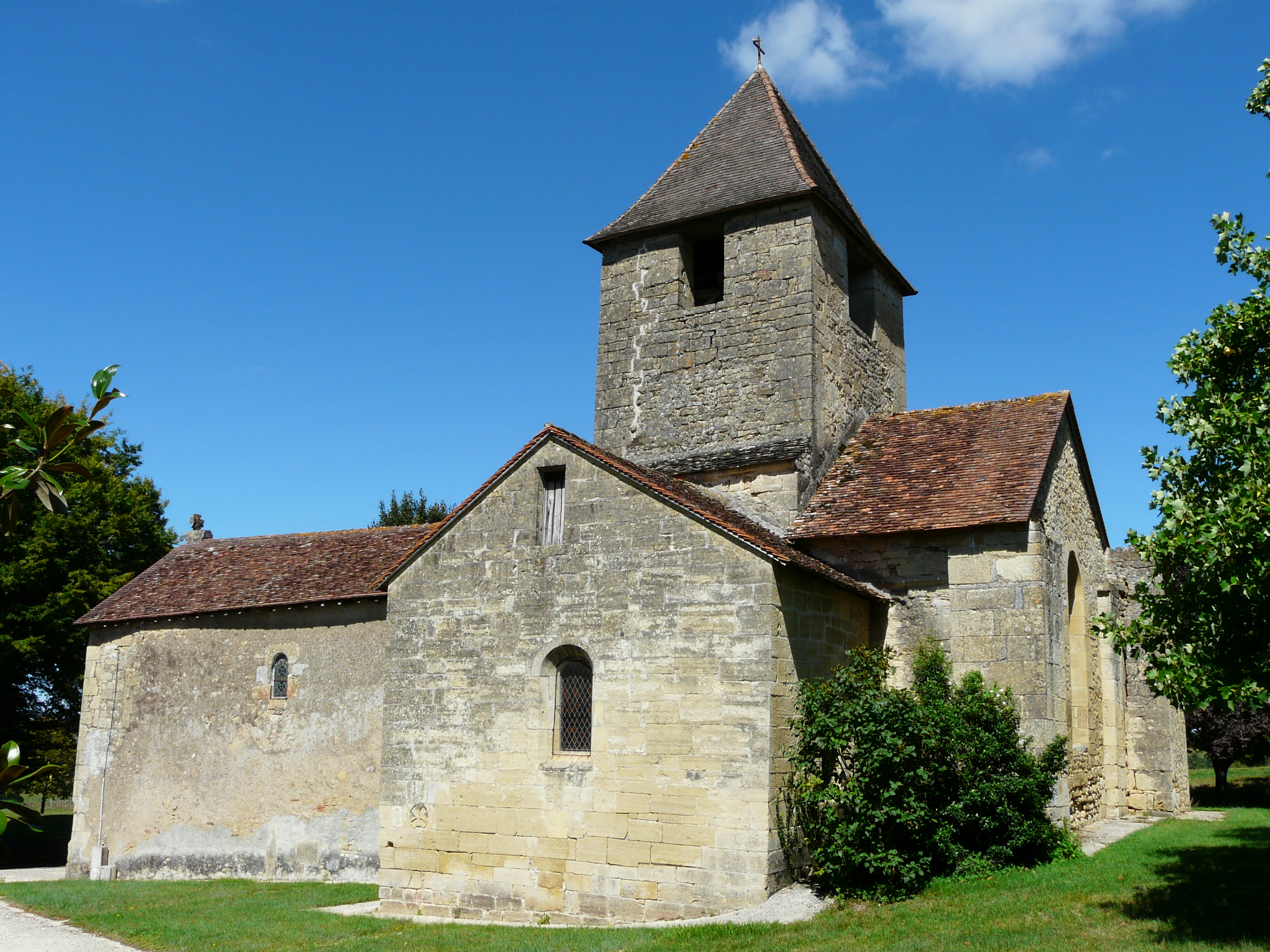
L'église Sainte-Croix.
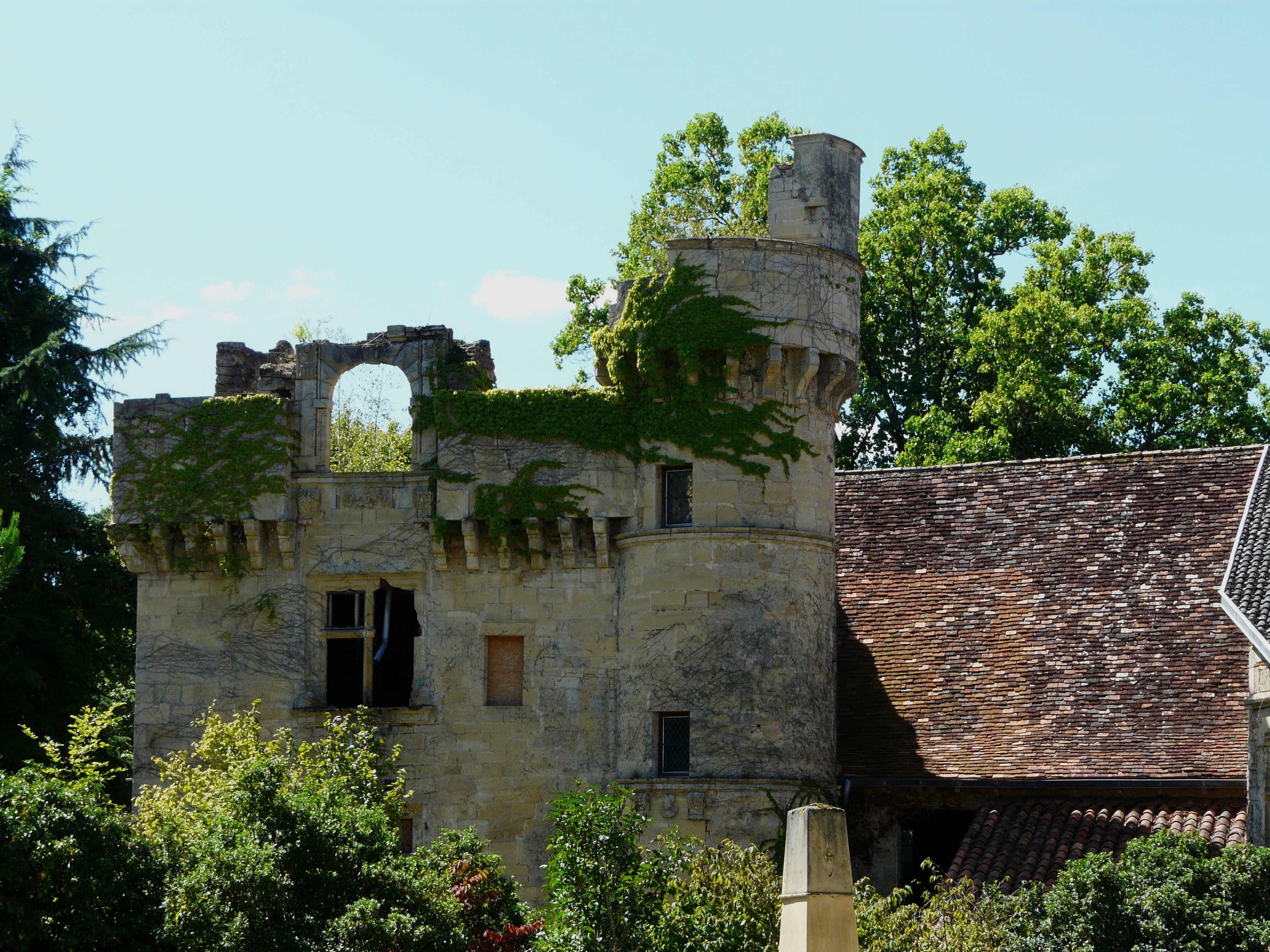
Les ruines du château.
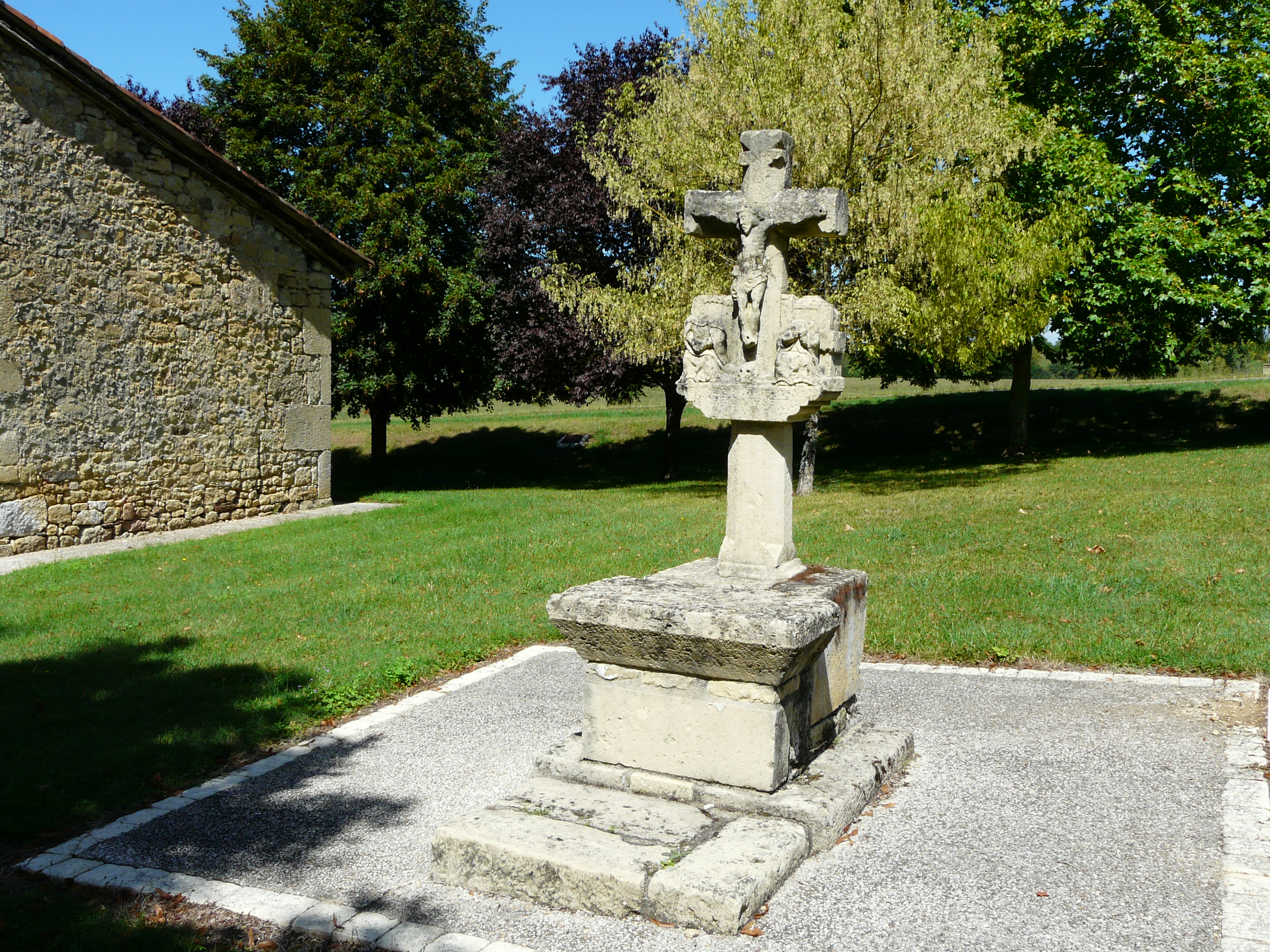
Le calvaire-autel.
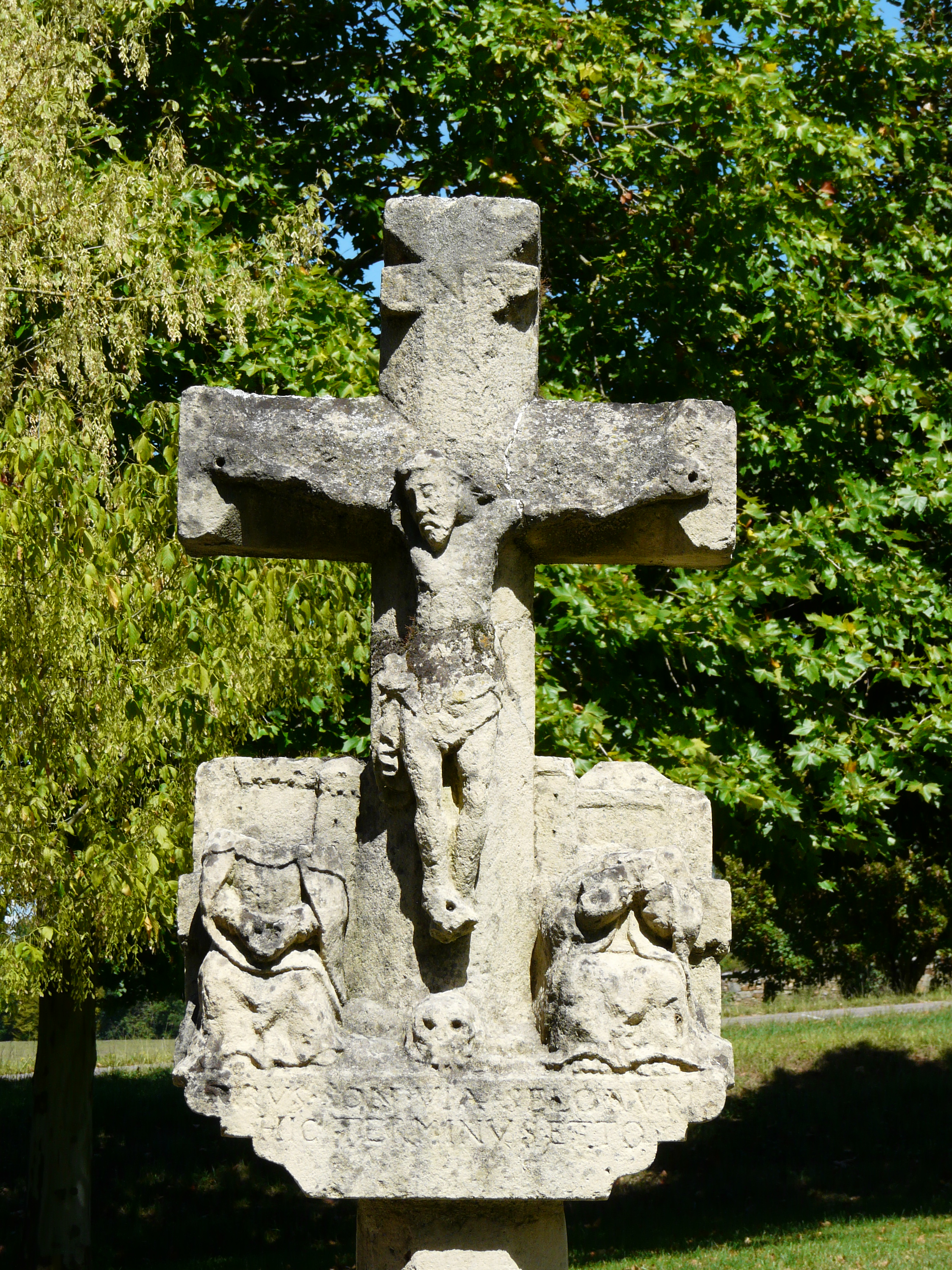
Détail du calvaire-autel.

## Pour approfondir